# ریکاردو آرمانتانو
ریکاردو لوئیس آرمانتانو فیجو (زاده ۳ اوت ۱۹۵۷) پروفسور و محقق اروگوئه‌ای است که در مهندسی پزشکی و سیستم‌های قلبی عروقی کار کرده‌است. او در حال حاضر به عنوان مدیر گروه تحقیقاتی GIBIO در دانشگاه ملی فناوری - دانشکده منطقه ای بوینوس آیرس خدمت می‌کند. او همچنین مدیر گروه مهندسی زیست‌شناسی، دانشگاه جمهوری اروگوئه است. او دارای دو مدرک دکترا، دو مدرک فوق دکتری است و بیش از ۳۰۰ مقاله تحقیقی و ۲۰ کتاب تألیف کرده‌است.